# Досо (Бергамо)
Досо је насеље у Италији у округу Бергамо, региону Ломбардија.
Према процени из 2011. у насељу је живело 348 становника. Насеље се налази на надморској висини од 933 м.